# Капелязас
Капеля́зас (кат. Capellades) - муніципалітет, розташований в Автономній області Каталонія, в Іспанії. Код муніципалітету за номенклатурою Інституту статистики Каталонії - 80446. Знаходиться у районі (кумарці) Анойя (коди району - 06 та AI) провінції Барселона, згідно з новою адміністративною реформою перебуватиме у складі Центральної баґарії (округи). 

## Населення
Населення міста (у 2007 р.) становить 5.386 осіб (з них менше 14 років - 14,9%, від 15 до 64 - 67,2%, понад 65 років - 18%). У 2006 р. народжуваність склала 64 особи, смертність - 40 осіб, зареєстровано 24 шлюби. У 2001 р. активне населення становило 2.465 осіб, з них безробітних - 222 особи.

Серед осіб, які проживали на території міста у 2001 р., 3.475 народилися в Каталонії (з них 2.631 особа у тому самому районі, або кумарці), 1.201 особа приїхала з інших областей Іспанії, а 205 осіб приїхало з-за кордону. 

Університетську освіту має 8,2% усього населення. 

У 2001 р. нараховувалося 1.639 домогосподарств (з них 15% складалися з однієї особи, 26,7% з двох осіб,22,3% з 3 осіб, 24,2% з 4 осіб, 8,5% з 5 осіб, 2,1% з 6 осіб, 0,5% з 7 осіб, 0,4% з 8 осіб і 0,2% з 9 і більше осіб).

Активне населення міста у 2001 р. працювало у таких сферах діяльності : у сільському господарстві - 0,8%, у промисловості - 54,3%, на будівництві - 7% і у сфері обслуговування - 37,9%. 

 У муніципалітеті або у власному районі (кумарці) працює 2.107 осіб, поза районом - 956 осіб.

### Доходи населення
У 2002 р. доходи населення розподілялися таким чином :
| \| Доходи населення за статтями доходів \| Доходи населення за статтями доходів \| Доходи населення за статтями доходів \| \| Рік \| 2002 р. \| 2001 р. \| \| ------------------------------------ \| ------------------------------------ \| ------------------------------------ \| \| Заробітна платня \| 63,3% \| 63,7% \| \| Доходи від ведення бізнесу \| 17,6% \| 18,1% \| \| Соціальна допомога \| 19,2% \| 18,2% \| |         |         |
| Доходи населення за статтями доходів |         |         |
| Рік | 2002 р. | 2001 р. |
| Заробітна платня | 63,3%   | 63,7%   |
| Доходи від ведення бізнесу | 17,6%   | 18,1%   |
| Соціальна допомога | 19,2%   | 18,2%   |

### Безробіття
У 2007 р. нараховувалося 205 безробітних (у 2006 р. - 185 безробітних), з них чоловіки становили 39,5%, а жінки - 60,5%.

## Економіка
У 1996 р. валовий внутрішній продукт розподілявся по сферах діяльності таким чином :
| \| Валовий внутрішній продукт \| Валовий внутрішній продукт \| Валовий внутрішній продукт \| \| Рік \| 1996 р. \| 1991 р. \| \| -------------------------- \| -------------------------- \| -------------------------- \| \| Сільське господарство \| 0,3% \| 0,4% \| \| Промисловість \| 61,1% \| 69,7% \| \| Будівництво \| 4,4% \| 3,6% \| \| Послуги \| 34,2% \| 26,3% \| |         |         |
| Валовий внутрішній продукт |         |         |
| Рік | 1996 р. | 1991 р. |
| Сільське господарство | 0,3%    | 0,4%    |
| Промисловість | 61,1%   | 69,7%   |
| Будівництво | 4,4%    | 3,6%    |
| Послуги | 34,2%   | 26,3%   |

### Підприємства міста

#### Промислові підприємства
| \| Промислові підприємства міста, за сферою діяльності \| Промислові підприємства міста, за сферою діяльності \| Промислові підприємства міста, за сферою діяльності \| \| Рік \| 2002 р. \| 2001 р. \| \| --------------------------------------------------- \| --------------------------------------------------- \| --------------------------------------------------- \| \| Енергетичні та водні ресурси \| 4,3% \| 2% \| \| Хімія та метали \| 0% \| 0% \| \| Переробка металів \| 19,1% \| 18% \| \| Продукти харчування \| 4,3% \| 4% \| \| Текстиль \| 31,9% \| 36% \| \| Виробництво меблів, видання \| 40,4% \| 40% \| \| Інше \| 0% \| 0% \| \| Усього підприємств \| 47 \| 50 \| |         |         |
| Промислові підприємства міста, за сферою діяльності |         |         |
| Рік | 2002 р. | 2001 р. |
| Енергетичні та водні ресурси | 4,3%    | 2%      |
| Хімія та метали | 0%      | 0%      |
| Переробка металів | 19,1%   | 18%     |
| Продукти харчування | 4,3%    | 4%      |
| Текстиль | 31,9%   | 36%     |
| Виробництво меблів, видання | 40,4%   | 40%     |
| Інше | 0%      | 0%      |
| Усього підприємств | 47      | 50      |

#### Роздрібна торгівля
| \| Підприємства роздрібної торгівлі міста, за сферою діяльності \| Підприємства роздрібної торгівлі міста, за сферою діяльності \| Підприємства роздрібної торгівлі міста, за сферою діяльності \| \| Рік \| 2002 р. \| 2001 р. \| \| ------------------------------------------------------------ \| ------------------------------------------------------------ \| ------------------------------------------------------------ \| \| Продукти харчування \| 32,2% \| 33,3% \| \| Одяг та взуття \| 21,8% \| 17,9% \| \| Товари для дому \| 14,9% \| 14,3% \| \| Книги та періодичні видання \| 4,6% \| 4,8% \| \| Промислова хімічна продукція \| 8% \| 8,3% \| \| Продукція, пов'язана з транспортними засобами \| 2,3% \| 3,6% \| \| Інше \| 16,1% \| 17,9% \| \| Усього підприємств \| 87 \| 84 \| |         |         |
| Підприємства роздрібної торгівлі міста, за сферою діяльності |         |         |
| Рік | 2002 р. | 2001 р. |
| Продукти харчування | 32,2%   | 33,3%   |
| Одяг та взуття | 21,8%   | 17,9%   |
| Товари для дому | 14,9%   | 14,3%   |
| Книги та періодичні видання | 4,6%    | 4,8%    |
| Промислова хімічна продукція | 8%      | 8,3%    |
| Продукція, пов'язана з транспортними засобами | 2,3%    | 3,6%    |
| Інше | 16,1%   | 17,9%   |
| Усього підприємств | 87      | 84      |

#### Сфера послуг
| \| Підприємства міста, що працюють у сфері послуг, за діяльністю \| Підприємства міста, що працюють у сфері послуг, за діяльністю \| Підприємства міста, що працюють у сфері послуг, за діяльністю \| \| Рік \| 2002 р. \| 2001 р. \| \| ------------------------------------------------------------- \| ------------------------------------------------------------- \| ------------------------------------------------------------- \| \| Гуртова торгівля \| 8% \| 8,7% \| \| Готелі та готельний бізнес \| 20,8% \| 19,7% \| \| Транспорт та зв'язок \| 20,8% \| 19,7% \| \| Посередницькі фінансові послуги \| 5,6% \| 5,5% \| \| Послуги підприємствам \| 5,6% \| 7,1% \| \| Послуги фізичним особам \| 28% \| 29,1% \| \| Нерухомість та ін. \| 11,2% \| 10,2% \| \| Усього підприємств \| 125 \| 127 \| |         |         |
| Підприємства міста, що працюють у сфері послуг, за діяльністю |         |         |
| Рік | 2002 р. | 2001 р. |
| Гуртова торгівля | 8%      | 8,7%    |
| Готелі та готельний бізнес | 20,8%   | 19,7%   |
| Транспорт та зв'язок | 20,8%   | 19,7%   |
| Посередницькі фінансові послуги | 5,6%    | 5,5%    |
| Послуги підприємствам | 5,6%    | 7,1%    |
| Послуги фізичним особам | 28%     | 29,1%   |
| Нерухомість та ін. | 11,2%   | 10,2%   |
| Усього підприємств | 125     | 127     |

## Житловий фонд
У 2001 р. 4,3% усіх родин (домогосподарств) мали житло метражем до 59 м2, 44,7% - від 60 до 89 м2, 33% - від 90 до 119 м2 і
17,9% - понад 120 м2.

З усіх будівель у 2001 р. 13,4% було одноповерховими, 42,9% - двоповерховими, 31,8
% - триповерховими, 6,3% - чотириповерховими, 2,1% - п'ятиповерховими, 1,8% - шестиповерховими,
1,5% - семиповерховими, 0,2% - з вісьмома та більше поверхами.

## Автопарк
| \| Автомобілі, зареєстровані у місті, за призначенням \| Автомобілі, зареєстровані у місті, за призначенням \| Автомобілі, зареєстровані у місті, за призначенням \| \| Рік \| 2006 р. \| 2005 р. \| \| -------------------------------------------------- \| -------------------------------------------------- \| -------------------------------------------------- \| \| Приватні автомобілі \| 71,6% \| 72,4% \| \| Мотоцикли \| 8,7% \| 7,8% \| \| Вантажівки \| 14,7% \| 15% \| \| Трактори \| 0,6% \| 0,7% \| \| Автобуси та ін. \| 4,5% \| 4,1% \| \| Усього автомобілів \| 3.229 шт. \| 3.093 шт. \| |           |           |
| Автомобілі, зареєстровані у місті, за призначенням |           |           |
| Рік | 2006 р.   | 2005 р.   |
| Приватні автомобілі | 71,6%     | 72,4%     |
| Мотоцикли | 8,7%      | 7,8%      |
| Вантажівки | 14,7%     | 15%       |
| Трактори | 0,6%      | 0,7%      |
| Автобуси та ін. | 4,5%      | 4,1%      |
| Усього автомобілів | 3.229 шт. | 3.093 шт. |

## Вживання каталанської мови
У 2001 р. каталанську мову у місті розуміли 96,3% усього населення (у 1996 р. - 96,5%), вміли говорити нею 80,4% (у 1996 р. - 
82%), вміли читати 77% (у 1996 р. - 78,3%), вміли писати 54,5
% (у 1996 р. - 54,6%). Не розуміли каталанської мови 3,7%.

## Політичні уподобання
У виборах до Парламенту Каталонії у 2006 р. взяло участь 2.484 особи (у 2003 р. - 2.763 особи). Голоси за політичні сили розподілилися таким чином:
| \| Вибори до Парламенту Каталонії \| Вибори до Парламенту Каталонії \| Вибори до Парламенту Каталонії \| \| Рік \| 2006 р. \| 2003 р. \| \| -------------------------------------- \| ------------------------------ \| ------------------------------ \| \| Конвергенція та Єднання (CiU) \| 37,3% \| 34,8% \| \| Соціалістична партія Каталонії (PSC) \| 25,2% \| 28,5% \| \| Народна партія (PP) \| 8,3% \| 9% \| \| Ініціатива за зелену Каталонію (IC) \| 8,9% \| 4,5% \| \| Республіканська лівиця Каталонії (ERC) \| 17,4% \| 22,3% \| \| Громадянська партія (C's) \| 0,3% \| 0% \| \| Інші \| 2,7% \| 0,9% \| |         |         |
| Вибори до Парламенту Каталонії |         |         |
| Рік | 2006 р. | 2003 р. |
| Конвергенція та Єднання (CiU) | 37,3%   | 34,8%   |
| Соціалістична партія Каталонії (PSC) | 25,2%   | 28,5%   |
| Народна партія (PP) | 8,3%    | 9%      |
| Ініціатива за зелену Каталонію (IC) | 8,9%    | 4,5%    |
| Республіканська лівиця Каталонії (ERC) | 17,4%   | 22,3%   |
| Громадянська партія (C's) | 0,3%    | 0%      |
| Інші | 2,7%    | 0,9%    |

У муніципальних виборах у 2007 р. взяло участь 2.706 осіб (у 2003 р. - 2.925 осіб). Голоси за політичні сили розподілилися таким чином:
| \| Муніципальні вибори \| Муніципальні вибори \| Муніципальні вибори \| \| Рік \| 2007 р. \| 2003 р. \| \| -------------------------------------- \| ------------------- \| ------------------- \| \| Конвергенція та Єднання (CiU) \| 43,6% \| 32,2% \| \| Соціалістична партія Каталонії (PSC) \| 17% \| 27,8% \| \| Народна партія (PP) \| 2,5% \| 4,5% \| \| Ініціатива за зелену Каталонію (IC) \| 0% \| 0% \| \| Республіканська лівиця Каталонії (ERC) \| 21,2% \| 35,5% \| \| Громадянська партія (C's) \| 0% \| 0% \| \| Інші \| 15,7% \| 0% \| |         |         |
| Муніципальні вибори |         |         |
| Рік | 2007 р. | 2003 р. |
| Конвергенція та Єднання (CiU) | 43,6%   | 32,2%   |
| Соціалістична партія Каталонії (PSC) | 17%     | 27,8%   |
| Народна партія (PP) | 2,5%    | 4,5%    |
| Ініціатива за зелену Каталонію (IC) | 0%      | 0%      |
| Республіканська лівиця Каталонії (ERC) | 21,2%   | 35,5%   |
| Громадянська партія (C's) | 0%      | 0%      |
| Інші | 15,7%   | 0%      |